# 8210 NANTEN
8210 NANTEN (1995 EH) là một tiểu hành tinh vành đai chính được phát hiện ngày 5 tháng 3 năm 1995 bởi T. Kobayashi ở Oizumi.